# Cong (jade)

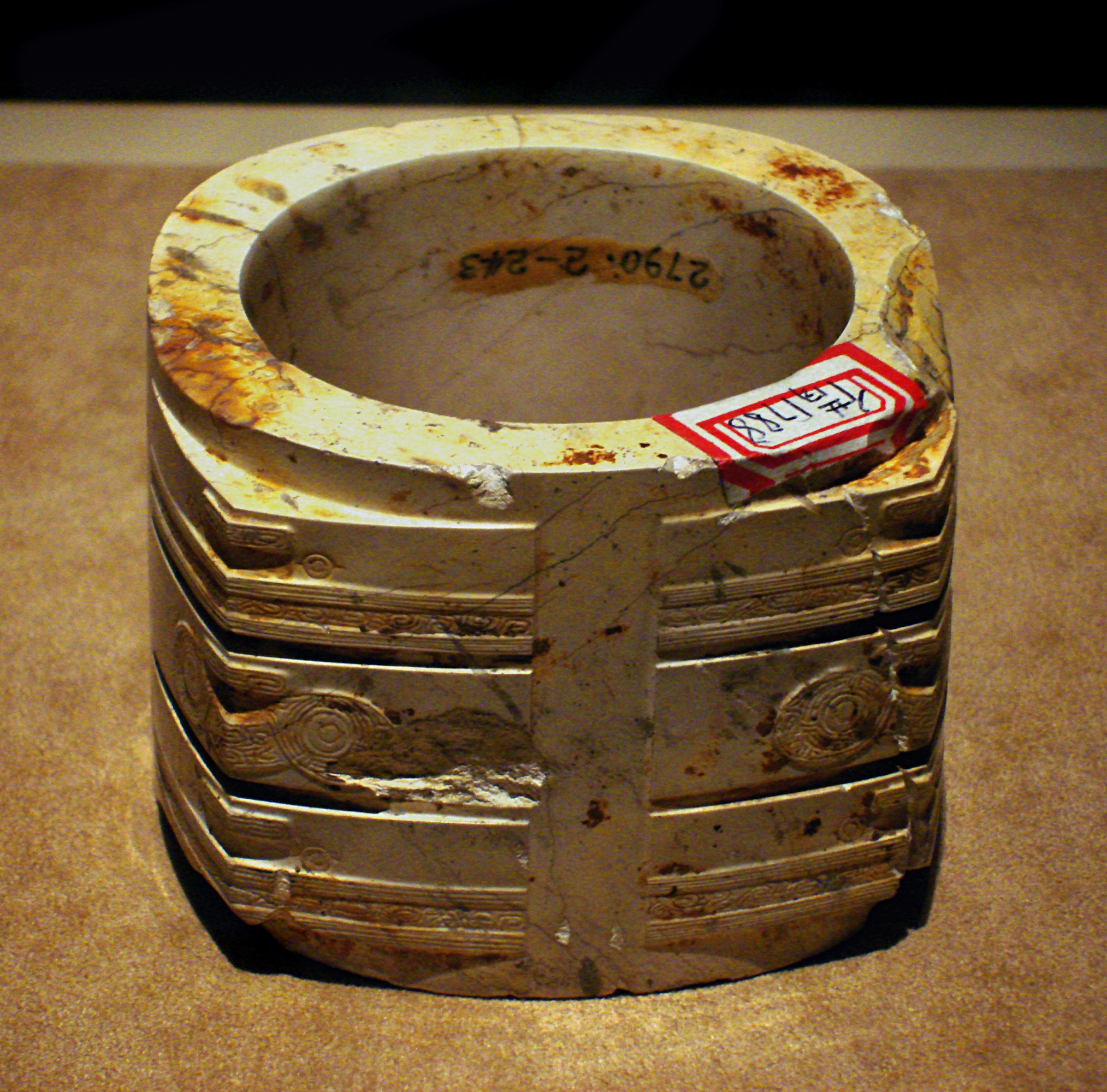
Un Cong (Jade)

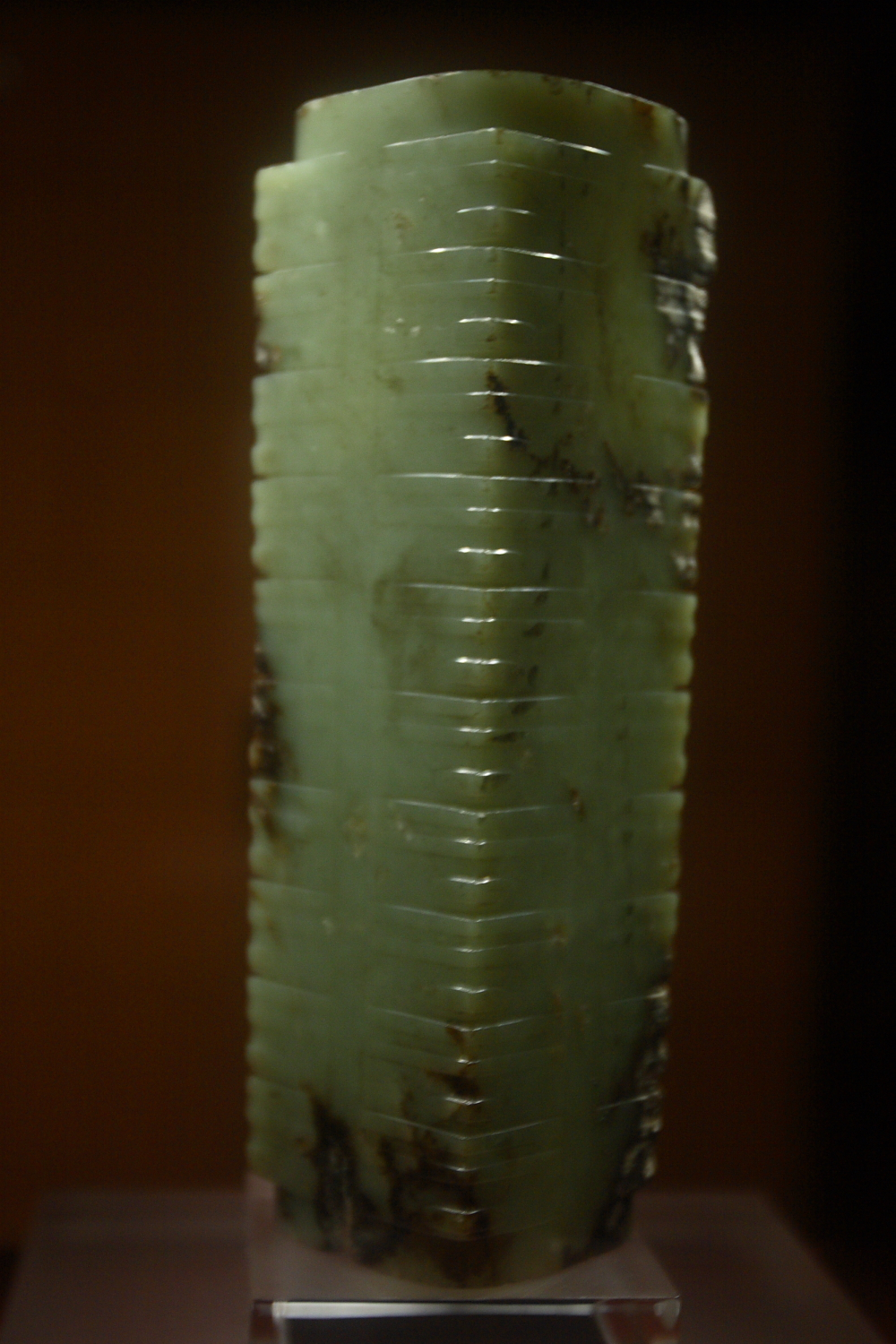
Cong creado por la cultura Liangzhu

El cong (en chino: 琮) es un artefacto antiguo chino de jade. El primer cong fue producido por la cultura de Liangzhu (3400-2250 a. C.) y ejemplos posteriores datan principalmente de las dinastías Shang y Zhou.
En cuanto a su forma, un cong es un tubo con una sección interior circular y sección exterior cuadrada. La superficie exterior está dividida verticalmente u horizontalmente de tal manera que el conjunto define un cilindro hueco incrustado en un bloque rectangular. Las proporciones varían - un cong puede tener una relación de esbeltez baja o ser más alto que ancho. Las caras exteriores a veces están decoradas con rostros como máscaras, que pueden estar relacionados con los diseños taotie que se encuentran en vasijas de bronce posteriores.
Aunque generalmente se lo considera un objeto ritual, la función original y el significado del cong son desconocidos. Escritos posteriores hablan del cong como símbolo de la tierra, mientras que el bi representa el cielo. Al igual que en Occidente, en China el cuadrado representa la tierra y un círculo representa el cielo.
Existen también versiones de porcelana del cong, como fueron presentados en un documental de la BBC TV titulado China in Six Easy Pieces (2013), presentado por Lars Tharp, un especialista en porcelana.